# 가자리아
가자리아(Gazaria)는 크림반도에 위치한 제노바의 식민지 이름이었고 1200년대 중반에서 1400년대말까지 흑해를 둘러쌓았다. 하자리아에서 이 단어가 파생되었고, 하자르족들이 이곳을 지배할 때까지는 계속되었다.
참조: 가자리아 연대기